# シュコダ・ファビアR5

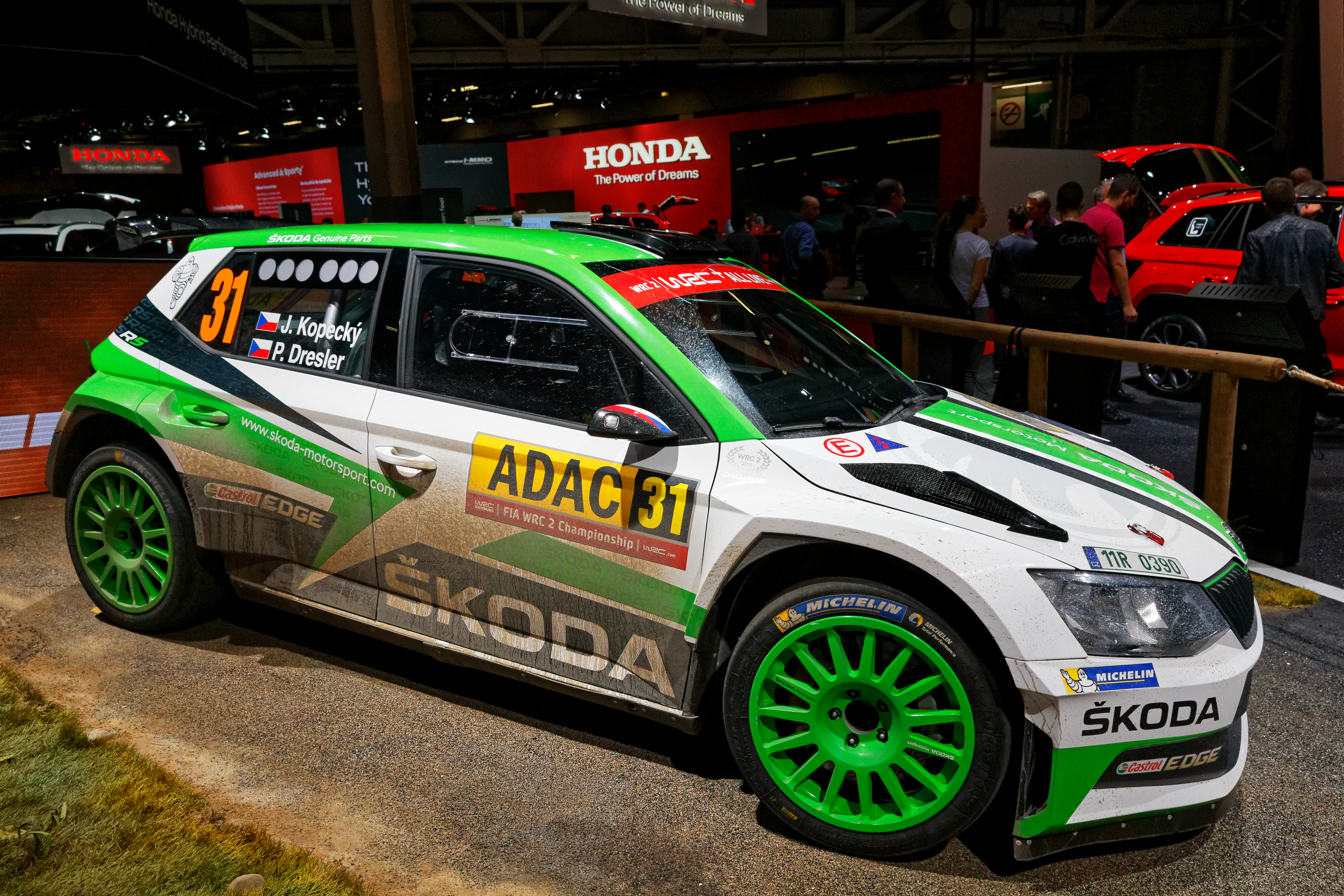
シュコダのファクトリーチームの色で塗装されたファビアR5（モンディアル・ド・ロトモビル (2018)）

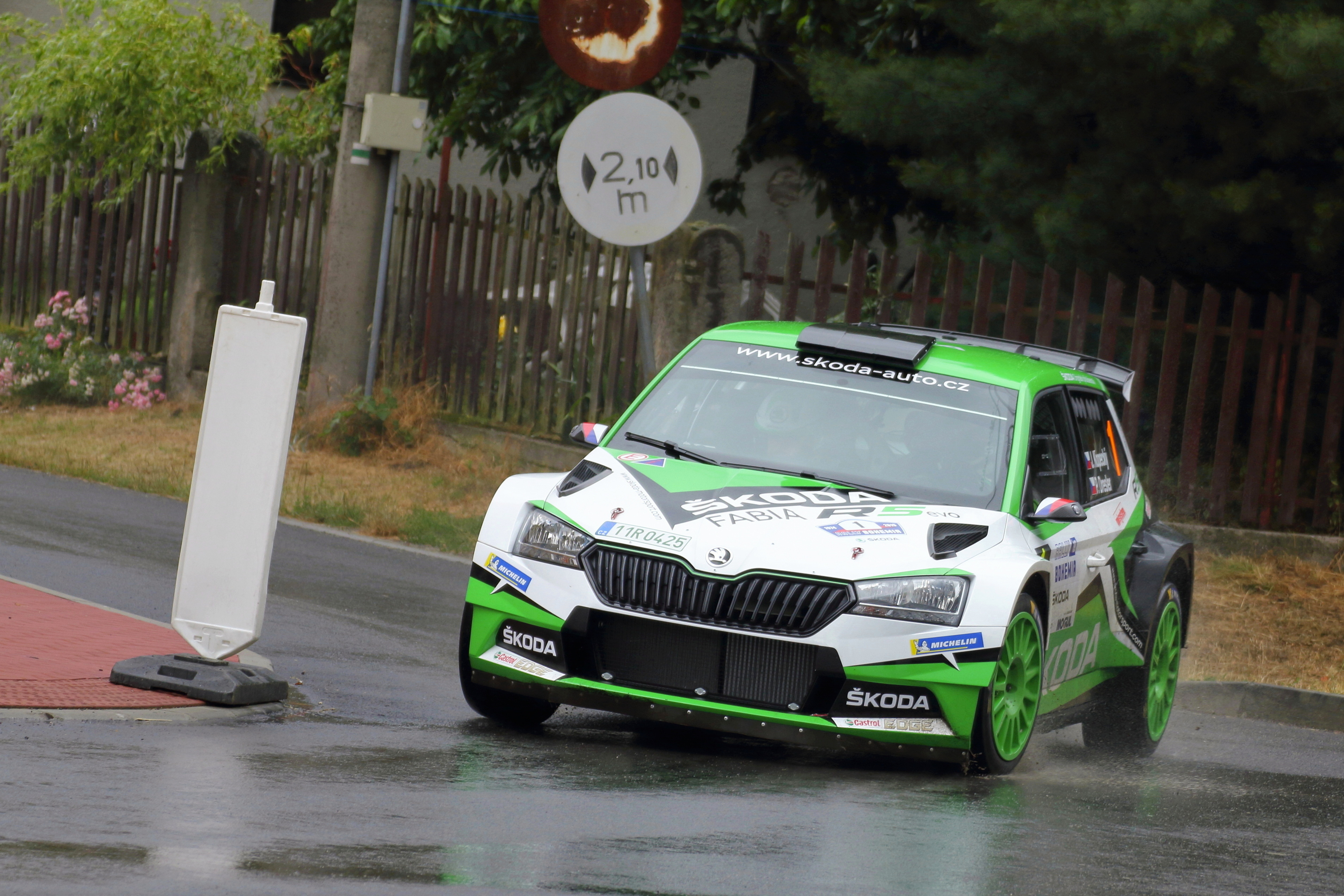
ヤン・コペッキーのファビアR5 Evo（2019年）

シュコダ・ファビアR5（Škoda Fabia R5）は、シュコダ・モータースポーツによって製造されるラリーカーである。公道用市販車のシュコダ・ファビアを基にしており、グループR5規則のために製造される。シュコダ・ファビアS2000の後継として2015年に競技デビューした。世界ラリー選手権-2クラスにおいて大きな成功を収めており、2015年から2018年の間に35回の優勝を果たした。エサペッカ・ラッピは2016年の世界ラリー選手権-2で4勝を挙げてドライバーズタイトルを獲得し、ポンタス・ティデマンドが2017年、ヤン・コペッキーが2018年にドライバーズタイトルを同様に獲得した。シュコダ・モータースポーツは2015年、2016年、2017年にFIA世界ラリー選手権-2のチームタイトルを獲得した。2019年、シュコダ・モータースポーツはファビアR5で世界ラリー選手権-2のプロフェッショナルクラスに参戦した。ファビアR5 evoと呼ばれる更新版は2019年シーズン中に導入された。当初はR5グループに命名法に則っていたが、2020年初頭、シュコダ・モータースポーツは新しいFIAピラミッドに従って名称を更新すること発表し、後継のファビアR5 evoをファビアRally2 evoに改名した。
ファビアR5は欧州、アジア太平洋、および南米内の地域ラリー選手権でも競っている。ガウラヴ・ギルは2016年と2017年のアジア太平洋のタイトルを、炭山裕矢は2018年のタイトルを獲得した。グスタボ・サバは2016年、2017年、2018年のCODASUR南米ラリー選手権で優勝した。また、ヨーロッパラリー選手権の14ラウンドでも優勝を果たしている。
商業的そして競技的視点から、ファビアはR5カテゴリの歴史上で最も成功を収めたクルマの1つであり、世界中のラリー競技で700勝以上を挙げ、3年半の間に独立系チームとオーナーに240台以上を販売した。

## 結果

### 世界選手権

#### 世界ラリー選手権-2での勝利
| 年   | No. | 大会                               | ドライバー                       | コ・ドライバー                   |
| ---- | --- | ---------------------------------- | -------------------------------- | -------------------------------- |
| 2015 | 1   | 2015ラリー・ポーランド             | エサペッカ・ラッピ               | ヤンネ・フェルム                 |
| 2015 | 2   | 2015ラリー・フィンランド           | エサペッカ・ラッピ               | ヤンネ・フェルム                 |
| 2015 | 3   | 2015ラリー・ドイチュラント         | ヤン・コペッキー                 | パヴェル・ドレスラー             |
| 2015 | 4   | 2015ラリー・カタルーニャ           | ポンタス・ティディマンド         | エミル・アクセルソン             |
| 2016 | 5   | 2016ラリー・メキシコ               | テーム・スニネン                 | ミッコ・マルックラ               |
| 2016 | 6   | 2016ラリー・アルゼンチン           | ニコラス・フックス               | フェルナンド・ムッサーノ         |
| 2016 | 7   | 2016ラリー・ド・ポルトガル         | ポンタス・ティディマンド         | ヨナス・アンデション             |
| 2016 | 8   | 2016ラリー・イタリア・サルディニア | テーム・スニネン                 | ミッコ・マルックラ               |
| 2016 | 9   | 2016ラリー・ポーランド             | テーム・スニネン                 | ミッコ・マルックラ               |
| 2016 | 10  | 2016ラリー・フィンランド           | エサペッカ・ラッピ               | ヤンネ・フェルム                 |
| 2016 | 11  | 2016ラリー・ドイチュラント         | エサペッカ・ラッピ               | ヤンネ・フェルム                 |
| 2016 | 12  | 2016ラリー・カタルーニャ           | ヤン・コペッキー                 | パヴェル・ドレスラー             |
| 2016 | 13  | 2016ウェールズ・ラリーGB           | エサペッカ・ラッピ               | ヤンネ・フェルム                 |
| 2016 | 14  | 2016ラリー・ オーストラリア        | エサペッカ・ラッピ               | ヤンネ・フェルム                 |
| 2017 | 15  | 2017ラリー・モンテカルロ           | アンドレアス・ミケルセン         | アンネシュ・イェーゲル           |
| 2017 | 16  | 2017ラリー・スウェーデン           | ポンタス・ティディマンド         | ヨナス・アンデション             |
| 2017 | 17  | 2017ラリー・メキシコ               | ポンタス・ティディマンド         | ヨナス・アンデション             |
| 2017 | 18  | 2017ツール・ド・コルス             | アンドレアス・ミケルセン         | アンネシュ・イェーゲル           |
| 2017 | 19  | 2017ラリー・アルゼンチン           | ポンタス・ティディマンド         | ヨナス・アンデション             |
| 2017 | 20  | 2017ラリー・ド・ポルトガル         | ポンタス・ティディマンド         | ヨナス・アンデション             |
| 2017 | 21  | 2017ラリー・イタリア・サルディニア | ヤン・コペッキー                 | パヴェル・ドレスラー             |
| 2017 | 22  | 2017ラリー・ポーランド             | オーレ・クリスチャン・ヴェイビー | スティーグ・ルネ・シャールモエン |
| 2017 | 23  | 2017ラリー・フィンランド           | ヤリ・フッツネン                 | アンティ・リンナケト             |
| 2017 | 24  | 2017ウェールズ・ラリーGB           | ポンタス・ティディマンド         | ヨナス・アンデション             |
| 2018 | 25  | 2018ラリー・モンテカルロ           | ヤン・コペッキー                 | パヴェル・ドレスラー             |
| 2018 | 26  | 2018ラリー・メキシコ               | ポンタス・ティディマンド         | ヨナス・アンデション             |
| 2018 | 27  | 2018ツール・ド・コルス             | ヤン・コペッキー                 | パヴェル・ドレスラー             |
| 2018 | 28  | 2018ラリー・アルゼンチン           | ポンタス・ティディマンド         | ヨナス・アンデション             |
| 2018 | 29  | 2018ラリー・ド・ポルトガル         | ポンタス・ティディマンド         | ヨナス・アンデション             |
| 2018 | 30  | 2018ラリー・イタリア・サルディニア | ヤン・コペッキー                 | パヴェル・ドレスラー             |
| 2018 | 31  | 2018ラリー・フィンランド           | エーリク・ピエタリネン           | ユハナ・ライタネン               |
| 2018 | 32  | 2018ラリー・ドイチュラント         | ヤン・コペッキー                 | パヴェル・ドレスラー             |
| 2018 | 33  | 2018ラリー・ターキー               | ヤン・コペッキー                 | パヴェル・ドレスラー             |
| 2018 | 34  | 2018ウェールズ・ラリーGB           | カッレ・ロバンペラ               | ヨンネ・ハルットゥネン           |
| 2018 | 35  | 2018ラリー・カタルーニャ           | カッレ・ロバンペラ               | ヨンネ・ハルットゥネン           |
| 2019 | 36  | 2019ラリー・メキシコ               | ベニート・ゲラJr.                | ハイメ・サパタ・オルテガ         |
| 2019 | 37  | 2019ツール・ド・コルス             | ファビオ・アンドルフィ           | シモーネ・スカットリン           |

### 地域選手権

#### ヨーロッパララリー選手権での勝利
| 年   | No. | 大会                                 | ドライバー               | コ・ドライバー           |
| ---- | --- | ------------------------------------ | ------------------------ | ------------------------ |
| 2015 | 1   | 2015イープル・ラリー                 | フレディ・ロイクス       | Johan Gitsels            |
| 2015 | 2   | 2015バルム・ラリー・ズリーン         | ヤン・コペッキー         | パヴェル・ドレスラー     |
| 2016 | 3   | 2016アクロポリス・ラリー             | ラルフス・シルマチス     | Arturs Šimins            |
| 2016 | 4   | 2016イープル・ラリー                 | フレディ・ロイクス       | Johan Gitsels            |
| 2016 | 5   | 2016ラリー・エストニア               | ラルフス・シルマチス     | Māris Kulšs              |
| 2016 | 6   | 2016バルム・ラリー・ズリーン         | ヤン・コペッキー         | パヴェル・ドレスラー     |
| 2016 | 7   | 2016ラリー・リエパーヤ               | ラルフス・シルマチス     | Māris Kulšs              |
| 2017 | 8   | 2017ラリー・アゾレス                 | ブルーノ・マガリャインス | ウーゴ・マガリャインス   |
| 2017 | 9   | 2017バルム・ラリー・ズリーン         | ヤン・コペッキー         | パヴェル・ドレスラー     |
| 2017 | 10  | 2017ラリー・リエパーヤ               | ニコライ・グリヤジン     | ヤロスラフ・フェドロフ   |
| 2018 | 11  | 2018アクロポリス・ラリー             | ブルーノ・マガリャインス | ウーゴ・マガリャインス   |
| 2018 | 12  | 2018キプロス・ラリー                 | シモス・ガラトリオティス | アントニス・イオアヌ     |
| 2018 | 13  | 2018バルム・ラリー・ズリーン         | ヤン・コペッキー         | パヴェル・ドレスラー     |
| 2018 | 14  | 2018ラリー・ポーランド               | ニコライ・グリヤジン     | ヤロスラフ・フェドロフ   |
| 2018 | 15  | 2018ラリー・リエパーヤ               | ニコライ・グリヤジン     | ヤロスラフ・フェドロフ   |
| 2019 | 16  | 2019ラリー・アゾレス                 | ウカシュ・ハバイ         | ダニエル・ディムルスキー |
| 2019 | 17  | 2019ラリー・ディ・ローマ・カピターレ | ジャンドメニコ・バッソ   | ロレンツォ・グラナイ     |
| 2019 | 18  | 2019バルム・ラリー・ズリーン         | ヤン・コペッキー         | パヴェル・ドレスラー     |
| 2019 | 19  | 2019ラリー・ハンガリー               | フリジェシュ・トゥラーン | ラースロー・バガメリ     |

#### アジアパシフィックラリー選手権での勝利
| 年   | No. | 大会                               | ドライバー                       | コ・ドライバー                   |
| ---- | --- | ---------------------------------- | -------------------------------- | -------------------------------- |
| 2015 | 1   | 2015チャイナ・ラリー               | ポンタス・ティディマンド         | エミル・アクセルソン             |
| 2016 | 2   | 2016ファンガレイ国際ラリー         | ガウラヴ・ギル                   | グレン・マクニール               |
| 2016 | 3   | 2016クイーンズランド国際ラリー     | ガウラヴ・ギル                   | グレン・マクニール               |
| 2016 | 4   | 2016ラリー北海道                   | ガウラヴ・ギル                   | グレン・マクニール               |
| 2016 | 5   | 2016マレーシア・ラリー             | ガウラヴ・ギル                   | グレン・マクニール               |
| 2016 | 6   | 2016インド・ラリー                 | ガウラヴ・ギル                   | グレン・マクニール               |
| 2017 | 7   | 2017ファンガレイ国際ラリー         | ガウラヴ・ギル                   | グレン・マクニール               |
| 2017 | 8   | 2017ナショナル・キャピタル・ラリー | オーレ・クリスチャン・ヴェイビー | スティーグ・ルネ・シャールモエン |
| 2017 | 9   | 2017マレーシア・ラリー             | オーレ・クリスチャン・ヴェイビー | スティーグ・ルネ・シャールモエン |
| 2017 | 10  | 2017ラリー北海道                   | ガウラヴ・ギル                   | グレン・マクニール               |
| 2017 | 11  | 2017インド・ラリー                 | ガウラヴ・ギル                   | グレン・マクニール               |
| 2018 | 12  | 2018ナショナル・キャピタル・ラリー | エリ・エヴァンズ                 | ベン・サーシー                   |
| 2018 | 13  | 2018マレーシア・ラリー             | 炭山裕矢                         | 保井隆宏                         |
| 2018 | 14  | 2018ラリー北海道                   | 炭山裕矢                         | 保井隆宏                         |